# تاتیانا فضلعلی‌زاده
تاتیانا فضلعلی‌زاده (انگلیسی: Tatyana Fazlalizadeh) یک هنرمند آمریکایی ایرانی‌تبار، کنشگر و تصویرگر آزاد است.
او بیشتر به عنوان خالق کمپین و نمایشگاه هنری Stop Telling Women to Smile شناخته می‌شود.

## زندگی‌نامه
فضلعلی زاده، در شهر اوکلاهما بزرگ شد. او دختر داریوش و ساندرا فضلعلی زاده بود و مادرش هنرمند و معلم هنر بود، اما تاتیانا تا زمانی که در دبیرستان نبود، شروع به ایجاد هنر خودش نکرد. وی برای شرکت در دانشگاه هنر به فیلادلفیا نقل مکان کرد و در سال ۲۰۰۷با لیسانس هنرهای زیبا فارغ‌التحصیل شد. او از تبار سیاه و تبار ایرانی است.

## حرفه

### سبک و کار
فضلعلی زاده در درجه اول نقاش رنگ روغن است. کارهای او با حضور رئیس‌جمهور باراک اوباما در کتاب هنر برای اوباما: طراحی اعلامیه امید و کمپینی برای تغییر (Art For Obama: Designing Manifest Hope & Campaign for Change) که توسط ویرایشگر هنرمند «شپرد فیری» ویرایش شده، گنجانده شده است. او بیشتر بخاطر کمپین Stop Telling Women to Smile شناخته شده است.
فضلعلی زاده علاوه بر کار خود به عنوان یک نقاش رنگ روغن، به عنوان یک هنرمند خیابانی نیز فعالیت می‌کند. بسیاری از کارهای عمومی وی مانند پوسترهایی است که در تبلیغات Stop Telling Women to Smile مشاهده می‌شود. بیشتر آثار عمومی فضلعلی زاده به دلیل نحوه کار با سطح خمیر گندم روی سطح قرار گرفته است، آب و هوا و زمان باعث می‌شود پوسترها از هم جدا شوند. با توجه به اینکه آثار وی در حوزه عمومی قرار دارد و غالباً دارای موضوعی متناقض است، غالباً ویران می‌شوند.

### به زنان نگویید لبخند بزنند (Stop Telling Women To Smile)
در سال ۲۰۱۲، فضلعلی زاده هنگامی که شروع به استفاده از هنرهای خیابانی برای سخنرانی در مورد آزار و اذیت‌های خیابانی زنان کرد، بداخلاقی شد. کمپین پوستر او، "به زنان نگویید لبخند بزنند"، مبتنی بر مصاحبه‌هایی بود که با زنان درمورد تجربیات آزار جنسی عمومی انجام شد. هر پوستر دارای یک پرتره از یک زن است، به همراه یک عنوان که به تجربه وی پاسخ می‌دهد.
زیرنویس‌ها عبارتهایی از جمله «لباس من دعوت نیست» و «نه، شما نمی‌توانید یک دقیقه با من صحبت کنید.» این کمپین فرصتی برای زنان فراهم می‌کند که در برابر آزارهای خود مبارزه کنند.
پوسترهای اصلی Stop Telling Me To Smile در محله فضلعلی زاده در بروکلین، شهر نیویورک به نمایش درآمد. فضلعلی زاده متعاقباً با راه اندازی یک کمپین کیک استارتر موفق شد تا پوستر «به زنان نگویید لبخند بزنند» به شهرهای دیگر ایالات متحده برسد.

در سال ۲۰۱۴ یک مستند کوتاه به نام Stop Telling Women to Smile در این زمینه با بازی فضلعلی زاده، زاهیرا کلی و کوکو تونا، استفاده از طراحی‌های او منتشر شد.
در سال ۲۰۱۵، فضلعلی زاده برای گسترش مخاطبان، این پروژه را به مکزیک برد.
در سال ۲۰۲۰"به زنان نگویید لبخند بزنند: داستانهای آزار خیابانی و ینکه چگونگی قدرت خود را پس بگیریم " منتشر شد تصاویر شامل نقاشی‌های خیابانی فضلعلی زاده است. این کتاب شامل گزیده‌هایی از مصاحبه‌های اصلی و تصاویر از STWTS، نشانگر روند فضلعلی زاده و ارائه «سهم گفتگوی مهم دربارهٔ جنسیسم بومی» است.

### کار اخیر
در پاسخ به انتخابات ریاست جمهوری سال ۲۰۱۶، فضلعلی زاده می‌خواست در ایالت جمهوریخواه اکلاهما، یک اثر بسازد.
متن موجود در این قطعه شامل "آمریکا سیاه است. بومی است. حجاب دارد. اسپانیایی زبان است. مهاجر است. این یک خانوم هست. اینجا بوده است و به جایی نمی‌رود. "
در این قطعه، اوکلاهما به دلیل تاریخ سیاسی آن، بسیار مهم است. کارهای فضلعلی زاده در سریال تلویزیونی نت فلیکس She's Gotta Have It به نمایش گذاشته شده است.
در سال ۲۰۱۸فضلعلی زاده اثری را با عنوان «شخصی به عنوان سیاسی» در هیوستون به نمایش گذاشت. اثر وی داستان‌های افرادی را شامل می‌شود که به عنوان سیاه‌پوست یا زن، برای هنر، سیاسی شناخته می‌شوند.